# Александар Ланговић
Александар Ланговић (Пријепоље, 19. фебруар 2001) српски је кошаркаш. Игра на позицији крилног центра, а тренутно наступа за Спојњу Старгард.

## Каријера

### Клупска
Ланговић је кошарку почео да тренира као десетогодишњак. Поникао је у пријепољском клубу Рас, а 2015. године прешао је у млађе категорије Меге.
Пред почетак сезоне 2018/19. Ланговић је постао и члан Мегиног сениорског тима. У сезони 2018/19. играо је на двојну регистрацију за Мегу и ОКК Београд. На позајмици у ОКК Београду провео је и сезону 2019/20, а у наредној је био у првом тиму Меге. У јуну 2021. прослеђен је на позајмицу у Подгорицу. У јулу 2022. прешао је у Борац из Бања Луке. Почетком јула 2023. потписао је за Спојњу из Старгарда.

### Репрезентативна
Са кадетском репрезентацијом Србије освојио је бронзану медаљу на Европском првенству 2017. године.

## Успеси

### Репрезентативни
- Европско првенство до 16 година:  2017.